# Mitologia bretone
La mitologia bretone è la mitologia o il corpus di storie esplicative ed eroiche nate in Bretagna (nell'odierna Francia). I bretoni erano dei celti che abbracciarono il Cristianesimo. Le tradizioni celtiche predominano nella loro mitologia:
- Ankou
- Bugul Noz
- Camma
- Korrigan
- Annard Noz
- Morgens
- Morvan, leggendario capo di Léon[1]
- Ys